# Lijst van Belgische danceartiesten
De volgende tabel geeft een overzicht van de Belgische danceartiesten.
| Groep                   | Producer(s) | Zanger(s)                    | Opgericht |
| ----------------------- | --- | ---------------------------- | --------- |
| 2 Fabiola               | Patrick Claesen (Pat Krimson) & Olivier Adams                                                                               | Zohra Aït-Fath               | 1991      |
| 2 Unlimited             | Jean-Paul De Coster & Phil Wilde                                                                                            | Anita Doth & Ray Slijngaard  | 1991      |
| Absolom                 | Christophe Chantzis | Pascale Feront               | 1997      |
| Astroline               | Bart Smolders, Peter Luts, Gert Corvers & Christophe Chantzis                                                               | Kathleen Goossens            | 1997      |
| Da Boy Tommy            | Tommy De Bie |                              | 1999      |
| Danger Hardcore Team    | DJ Bass (Bas van Tilburg), Mc Jerky (Flor 'da rick' Theeuwes), DJ Malone (Jeffrey Vissers) en Mc Rhymes (Gregory Vandoorne) |                              | 1995      |
| D-Devils                | Pieter-Jan Verachtert, Sam Hauglustaine & Jo Jacobs                                                                         |                              | 1998      |
| DJ F.R.A.N.K.           | Frank Van Herwegen |                              | 1997      |
| Fiocco                  | Jan Vervloet & Enzo Fumarola                                                                                                | Ann Loomans                  | 1997      |
| Kate Ryan               | AJ Duncan, Phil Wilde | Katrien Verbeeck             | 2001      |
| Ian Van Dahl/AnnaGrace  | Christophe Chantzis & Erik Vanspauwen                                                                                       | Annemie Coenen               | 2000      |
| Lasgo                   | Peter Luts & David Vervoort                                                                                                 | Jelle van Dael               | 2001      |
| Mackenzie feat. Jessy   | Stephane Akenan & Patrick Fasseau                                                                                           | Jessy De Smet                | 1995      |
| Milk Inc.               | Regi Penxten & Filip Vandueren                                                                                              | Linda Mertens                | 1996      |
| Orion Too feat. Caitlin | Serge Ramaekers (Mr. Vinx) & Gery François                                                                                  | Caitlin (Kathleen Goossens)  | 2001      |
| Paradisio               | Patrick Samoy & Luc Rigaux                                                                                                  | Marisa Isabel Garcia Asensio | 1994      |
| Praga Khan              | Maurice Engelen, Erhan Kurkun & Olivier Adams                                                                               |                              | 1988      |
| Punk City               | Kris Vanderheyden | Zohra                        | 2001      |
| Scoop                   | Daniel Moerenhout, Jan Vervloet                                                                                             |                              | 1998      |
| Sylver                  | DJ Wout (Wout Van Dessel) & Regi Penxten                                                                                    | Silvy De Bie                 | 2000      |
| Technotronic            | Jo Bogaert | Manuela Kamosi               | 1989      |
| Thunderball             | Jan Vervloet en Karim Boux                                                                                                  |                              | 1993      |
| TLD                     | Ariane Jansoone | Anneke Van Hooff             | 2002      |